# کاپا¹ نهنگ
کاپا¹ نهنگ یکی از ستاره‌های صورت فلکی نهنگ است.